# Рудковский, Николай Викторович
Николай Викторович Рудковский (бел. Мікалай Віктаравіч Рудкоўскi; 22 января 1971) — белорусский драматург, режиссёр, радиоведущий и сценарист.

## Биография
Николай Рудковский родился в Минске в 1971 году.
Окончил Белорусский государственный университет (специальность — филолог) и Белорусский государственный университет культуры и искусств (специальность — режиссура театра).
Работал артистом в Национальном академическом драматическом театре имени Максима Горького, снимался в кино. С декабря 2000 года работает на FM-радиостанции UNISTAR креативным редактором, музыкальным редактором, радиоведущим (программы «Звезданутые»,"Уик-энд вояж шоу", «Тенденции»).

## Творчество

### Пьесы
Инсценировка произведений А.Шницлера и А.Блока «Пьеретта» (совместно с Б.Луценко, 1995).
Трилогия мечтаний: «Слепая звезда» (1993), «Женщины Бергмана» (1993), «Бог щекотки» (2010).
Трилогия войны: «Вторжение» (2005), «Последняя любовь Нарцисса» (2006), «Дожить до премьеры» (2009), а также «Дожить до премьеры. Вторая редакция» (2010).
Трилогия любви: «Ана и ананас» (2004), «Всё, как вы хотели (Инфляция чувств)» (2008), «Охота на клубнику» (2010).
- «Самый чистый город» для проекта «Минск, я люблю тебя» (2010)[9].

### Постановки
- инсценировка «Пьеретта» в Национальном академическом государственном драмтеатре имени М.Горького в 1995 году.
- «Женщины Бергмана» в Республиканском театре белорусской драматургии в 2001 году[10], в 2006 г. в Независимом творческом альянсе музыкантов, актёров, художников «МАХ» (г.Томск, Россия), в 2008 г. в Национальном академическом драмтеатре имени Я.Коласа, Витебск, в Драматическом театре города Валка (Латвия) в 2010 году[11].
- «Слепая звезда» в Центре белорусской драматургии и режиссуры при Республиканском театре белорусской драматургии в 2008 году (режиссёр — Н.Рудковский); в Teatro Sociale di Canzo (Италия), в 2011 году.
- «Всё, как вы хотели (Инфляция чувств)» в Калифорнийском институте искусств в 2010 году, в Республиканском театре белорусской драматургии в 2011 году[12][13].
- «Самый чистый город» в проекте «Минск, я люблю тебя» (Минск, Современный художественный театр) в 2010 году
- «Бог щекотки» в проекте «Чтение 1» в Могилевском драматическом театре (2010)[14][15].
- «Охота на клубнику» в Новосибирском Доме актёра в 2011 году.
- В рамках международных фестивалей «Панорама» (Минск) в проекте ON-LINE поставлены короткие версии пьес «Последняя любовь Нарцисса» (2004), «Всё, как вы хотели (Инфляция чувств)» (2007), «Дожить до премьеры» (2009)[16]

«Дожить до премьеры» Томский областной театр драмы. реж. Куликовский (2012 г)

### Литературные призы и премии
- «Женщины Бергмана» — приз критики на 2 фестивале белорусской драматургии в 2001 году.
- «Вторжение» — специальный приз российских журналистов издания «Новая газета» на 1-м международном фестивале драматургии «Свободный театр».
- «Слепая звезда» — приз за идеалистическую перспективу в современной драматургии на 9-м Международном фестивале университетских театров в Вильнюсе.
- «Дожить до премьеры» — вторая премия (первая не присуждалась) на Международном драматургическом конкурсе «Баденвайлер», лауреат Всероссийского конкурса драматургии «Факел памяти», посвященный 65-летию победы, специальный приз жюри «За трансформацию эмоционального восприятия прошлого в историческую память» на 1-м Международном фестивале современной драматургии «Реабилитация настоящего» (Ереван, 2010).
- «Бог щекотки»: финалист 10-го Международного драматургического конкурса «Премьера.txt» (Москва, 2010); третья премия в номинации «Пьеса для большой сцены» на Девятом Международном конкурсе драматургов «Евразия-2011»; шорт-лист 5-го Международного фестиваля «Свободный театр»